# Duets (엘튼 존의 음반)
| 전문가 평가                       | 전문가 평가 |
| 평가 점수                         | 평가 점수   |
| 출처                              | 점수        |
| --------------------------------- | ----------- |
| AllMusic                          | [ 1 ]       |
| Calgary Herald                    | C+          |
| The Encyclopedia of Popular Music | [ 3 ]       |
| Music Week                        | [ 4 ]       |
| Philadelphia Inquirer             | [ 5 ]       |

《Duets》은 1993년 11월 23일에 발매된 영국의 음악가 엘튼 존의 스물다섯 번째 음반이자 첫 콜라보레이션 음반이다.
《Duets》은 싱글 CD, 싱글 카세트로 발매되었고 영국에서는 더블 바이닐 LP로도 발매되었다. 이 음반은 처음에는 존의 크리스마스 프로젝트였으나 곧 자신의 음반 (《Elton John's Christmas Party》)으로 성장했다. 이 음반의 15번 트랙인 조지 마이클과 함께한 〈Don't Let the Sun Go Down on Me〉의 라이브 버전은 이미 1991년 영국/미국 1위 히트곡이 되었다. 이 음반은 1983년부터 2016년까지 존의 기타리스트인 데이비 존스톤 없이 발매된 3장의 음반 중 하나이다.

## 배경
《Duets》는 싱글 CD, 싱글 카세트, 또한 영국에서 더블 바이닐 LP로 발매되었다.
음반 15번 트랙인 조지 마이클과 함께 한 〈Don't Let the Sun Go Down on Me〉의 라이브 버전은 이미 1991년에 영국과 미국에서 1위를 기록했다. 이 음반에서 발매된 싱글들로 〈True Love〉(키키 디와 함께 2위), 〈Don't Go Breaking My Heart〉(루폴과 함께 7위), 〈Ain't Nothing Like the Real Thing〉 (마셀라 디트로이트와 함께 24위)이다. 이 음반은 영국에서 7위로 데뷔했다.
미국에서는 1994년 1월, 미국 음반 산업 협회에 의해 골드와 플래티넘 인증을 받았다.

## 곡 목록
| #   | 제목                                                             | 작사·작곡                           | 프로듀서                | 재생 시간 |
| --- | ---------------------------------------------------------------- | ----------------------------------- | ----------------------- | --------- |
| 1.  | 〈Teardrops〉 (with k.d. 랭)                                     | 세실 워맥, 린다 워맥                | 그레그 페니             | 4:55      |
| 2.  | 〈When I Think About Love (I Think About You)〉 (with P.M. 던)   | P.M. 던                             | P.M. 던                 | 4:34      |
| 3.  | 〈The Power〉                                                    | 엘튼 존, 버니 토핀                  | 페니, 존                | 6:25      |
| 4.  | 〈Shakey Ground〉 (with 돈 헨리)                                 | 제프리 보웬, 알 보이드, 에디 헤이즐 | 헨리                    | 3:25      |
| 5.  | 〈True Love〉 (with 키키 디)                                     | 콜 포터                             | 나라다 마이클 월든      | 3:35      |
| 6.  | 〈If You Were Me〉 (with 크리스 리)                              | 리                                  | 리                      | 4:26      |
| 7.  | 〈A Woman's Needs〉 (with 태미 와이넷)                           | 존, 토핀                            | 배리 베켓               | 5:19      |
| 8.  | 〈Old Friend〉 (with 닉 커쇼)                                    | 커쇼                                | 커쇼                    | 4:17      |
| 9.  | 〈Go On and On〉 (with 글래디스 나이트)                          | 스티비 원더                         | 원더                    | 5:50      |
| 10. | 〈Don't Go Breaking My Heart〉 (with 루폴)                       | 존, 토핀                            | 조르조 모로더           | 5:00      |
| 11. | 〈Ain't Nothing Like the Real Thing〉 (with 마르셀라 디트로이트) | 니콜라스 애쉬포드, 발레리 심슨      | 크리스 토머스           | 3:36      |
| 12. | 〈I'm Your Puppet〉 (with 폴 영)                                 | 스푸너 올덤, 댄 펜                  | 스티브 린지             | 3:36      |
| 13. | 〈Love Letters〉 (with 보니 레잇)                                | 에드워드 헤이만, 빅터 영            | 돈 워스                 | 4:01      |
| 14. | 〈Born to Lose〉 (with 레너드 코언)                              | 테드 다판                           | 린지                    | 4:33      |
| 15. | 〈Don't Let the Sun Go Down on Me〉 (Live, with 조지 마이클)     | 존, 토핀                            | 마이클                  | 5:48      |
| 16. | 〈Duets for One〉                                                | 존, 크리스 디퍼드                   | 존, 스튜어트 엡스, 페니 | 4:52      |

## 인증
| 국가                                                  | 인증     | 판매량/출하량 |
| ----------------------------------------------------- | -------- | ------------- |
| 오스트레일리아 (ARIA)                                 | 골드     | 35,000^       |
| 오스트리아 (IFPI 오스트리아)                          | 플래티넘 | 50,000*       |
| 캐나다 (뮤직 캐나다)                                  | 플래티넘 | 100,000^      |
| 덴마크 (IFPI Danmark)                                 | 플래티넘 | 80,000^       |
| 프랑스 (SNEP)                                         | 2× 골드  | 247,500       |
| 일본                                                  | —        | 30,000        |
| 뉴질랜드 (RMNZ)                                       | 플래티넘 | 15,000^       |
| 노르웨이 (IFPI 노르웨이)                              | 플래티넘 | 50,000*       |
| 스페인 (PROMUSICAE)                                   | 플래티넘 | 100,000^      |
| 스위스 (IFPI 스위스)                                  | 플래티넘 | 50,000^       |
| 영국 (BPI)                                            | 플래티넘 | 300,000^      |
| 미국 (RIAA)                                           | 플래티넘 | 1,000,000^    |
| *판매량을 기반으로 한 인증 ^출하량을 기반으로 한 인증 |          |               |